# Tamron
Tamron, Co., Ltd. (株式会社タムロン) és un fabricant japonés d'objectius fotografics, així com també de components òptics d'ús industrial i mèdic.
L'empresa, fundada el 1950, té la seva seu a la ciutat de Saitama.
Sony Corporation manté una participació del 12,07% de Tamron, el que la converteix en el segon accionista més gran, per sota de New Well Co., Ltd (ニューウェル株式会社) amb un 18,89% (a 30 de juny de 2020).

## Història[2]
El 1950 Takeyuki Arai, funda Tamron. El 1952 l'empresa cotitza en borsa sota el nom de Taisei Kogaku Kgyo Co., Ltd.
El 1957, presenta el primer sistema d'objectius intercanviables del món per a càmeres SLR, amb muntura T. El mateix any es presenta el primer objectiu, el Tamron 135mm f/4.5.
El 1959, s'estableixen les oficines centrals i el centre de producció principal a Hasunuma, Omiya-City.
El 1961, es presenta el primer objectiu zoom de producció en sèrie, el Tamron 95-205mm f/6.3.
El 1969, es presenta la muntura Adapt-A-Matic.
El 1970, el nom de l'empresa canvia a Tamron Co. Ltd. I el 1979, es presenta la línia de productes SP (Super Performance).
El 1976, es presenta el sistema Adaptall, amb mecanisme d'enfocament ràpid i opcions macro.
El 1979, es funda Tamron Industries, Inc. USA, a Nova York.
El 1982, es funda Tamron Vertriebs GmbH, a Alemanya.
El 1984, Tamron comença a cotitzar a la TSE (borsa de Tòquio). I es funda Optech Tamron Co. Ltd. a Namioka-cho, a la prefectura d'Aomori.
El 1985, l'empresa presenta el Fotovix (un visor de fotografies). I es funda Tamron Fine-Giken Co. Ltd., destinada a la producció de components modelats d'alta precisió. El 1986, s'acaba la fàbrica d'emmotllament d'Owani-machi, a la prefectura d'Aomori, on s'hi fabriquen components de metall i plàstic d'alta precisió.
El 1992, es presenta el Tamron AF 28-200mm f/3.8-5.6, l'objectiu zoom més petit i lleuger del món per a càmeres SLR d'alt augment. I es funda Tamron Mexico SADE CV, a Mèxic.
El 1995, l'empresa entra en el negoci de les càmeres de mig format, després d'adquirir accions de Bronica Co., Ltd. I el 1998, Bronica, es fusiona amb Tamron. La planta de Hirosaki aconsegueix la certificació ISO 9001.
El 1997, Tamron Industries (Hong Kong) Limited s'estableix a Hong Kong. I Tamron Optical (Foshan) Co. Ltd. s'estableix a Foshan, Quang Dong, a laRepública Popular de la Xina.
El 2000, es funda Va fundar Tamron France EURL, a França. La seu central obté la certificació ISO 9001 i la fàbrica de Hirosaki obté la certificació ISO 14001.
El 2001, Tamron Optical (Foshan) Co. Ltd., obté les certificacions ISO 9001 i ISO 14001. La seu central obté la certificació ISO 14001.
El 2003, es presenta la gamma d'objectius Di (per càmeres rèflex digitals).
Els centres de producció de Namioka i Ōwani obtenen la certificació ISO 14001 el 2003, i el 2004 la certificació ISO 9001, mitjançant la seva integració a la planta de Hirosaki.
El 2005, es funda Tamron Optical (Shangai) Co. Ltd., a Shangai.
El 2006, durant el Photokina, l'empresa presenta el primer zoom 13,9x (18-250mm) per a càmeres DSLR.
El 2022, es presenta Tamron Lens Utility per Android, un software, el qual s'utilitza per configurar els objectius compatibles. Els usuaris poden personalitzar les funcions i actualitzar el microprogramari.

## Sigles
Igual que tots els altres fabricants d'objectius, Tamron també usa un conjunt de sigles per a designar aspectes bàsics de cada objectiu, per a indicar des de quina mena de cos és l'ideal per a muntar-ho fins a característiques de fabricació.
- AD: Objectius que utilitzen lents de vidre de dispersió anòmala
- AF (Autofocus): Objectiu amb enfocament automàtic
- ASL o Asph (Aspherical): Objectius que utilitzen lents de superfície no esfèrica
- Di: Objectiu dissenyat per complir els requisits de càmeres rèflex Full-Frame
- Di-II: Objectiu dissenyat per complir els requisits de càmeres rèflex APS-C
- Di-III: Objectiu dissenyat per a càmeres digitals sense mirall Full-Frame i APS-C
- Di-III-A: Objectiu dissenyat per a càmeres digitals sense mirall amb sensor APS-C
- IF (Internal Focusing): Sistema denfocament per moviment intern de les lents
- G2 (segona generació): Objectius amb dissenys renovats
- HLD (High/Low torque-modulated Drive): Motor d'enfocament avançat, més potent i ràpid
- LD (Low Dispersion): Objectius que utilitzen lents de vidre de baixa dispersió
- OSD (Optimized Silent Drive): Motor d'enfocament optimitzat per ser ràpid i molt silenciós
- PZD (Piezo Drive): Motor d'enfocament ultrasònic, el qual és més ràpid i silenciós
- RXD (Rapid extra-silent stepping Drive): Motor d'enfocament pas a pas, el qual és ràpid i molt silenciós per a vídeo
- SP (Super Performance): Objectius de qualitat superior
- USB (Ultrasonic Silent Drive): Motor d'enfocament ultrasònic, el qual és ràpid i silenciós
- VR (Vibration Compensation): Objectius amb sistema d'estabilitzador d'imatge
- VXD (Voice-coil extreme-torque Drive): Motor d'enfocament lineal, el qual és ràpid i silenciós
- XR: Objectius que utilitzen lents de vidre d'alta dispersió

### Objectius zoom amb muntura Adaptall (sèrie 2)

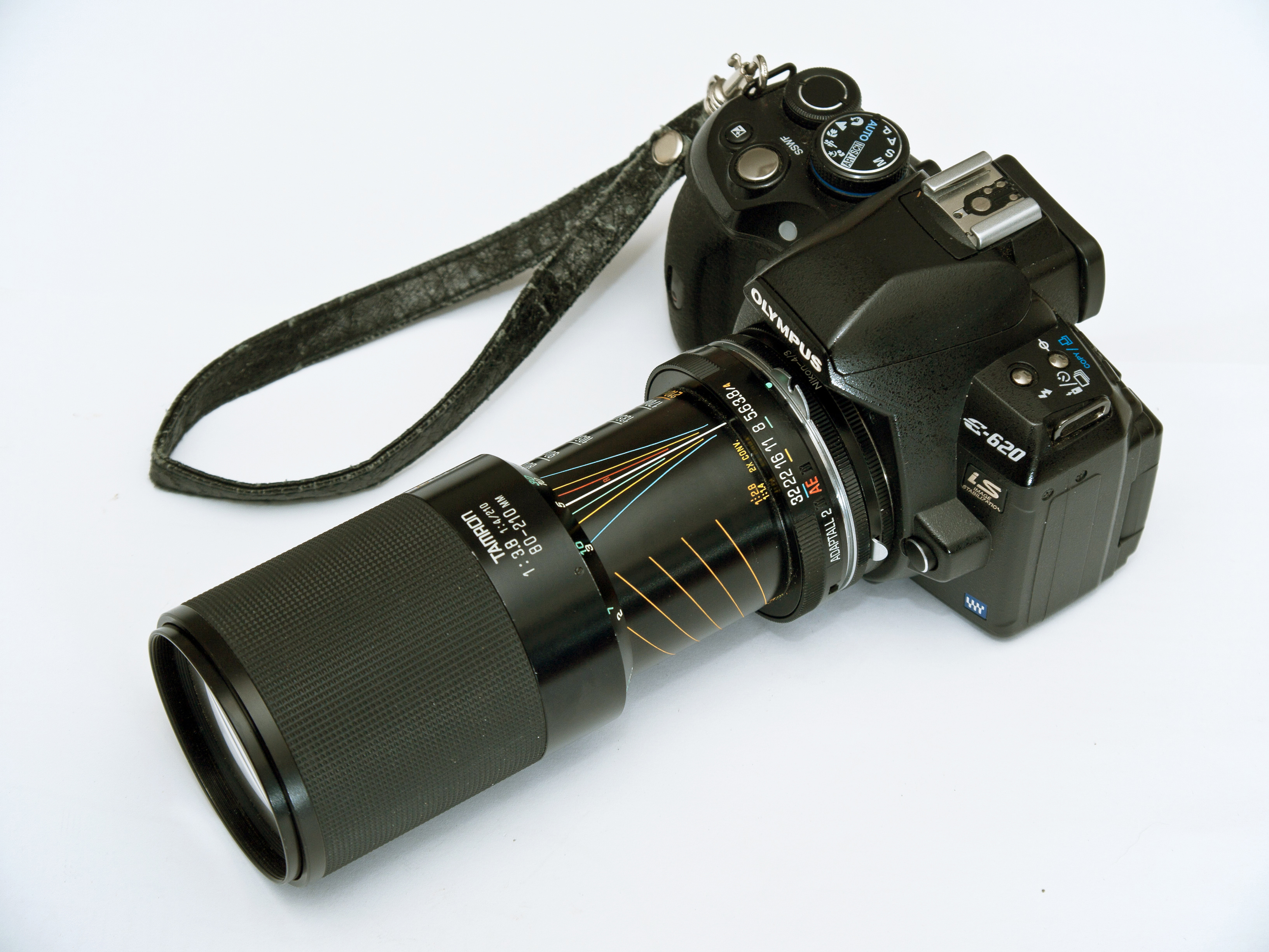
Tamron muntura Adaptall-2 80-210mm f/3.8-4

## Objectius

### Objectus fixos ambmuntura T[6]
| Distància focal | Obertura | Any  | Distància mínima d'enfoc | Diametre de filtre |
| --------------- | -------- | ---- | ------------------------ | ------------------ |
| 35mm            | 2.8      | 1961 | 0.90m                    | 46mm               |
| 58mm            | 1.2      | 1960 | 0.54m                    | 58mm               |
| 135mm           | 4.5      | 1958 | 2.0m                     | -                  |
| 135mm           | 3.5      | 1963 | 2.0m                     | 49mm               |
| 135mm           | 2.8      | 1962 | 1.50m                    | 58mm               |
| 180mm           | 3.5      | 1963 | 2.50m                    | 62mm               |
| 200mm           | 6.3      | 1963 | 2.50m                    | 49mm               |
| 200mm           | 5.9      | 1963 | 2.50m                    | 49mm               |
| 200mm           | 3.5      | 1963 | 3.0m                     | 67mm               |
| 200mm           | 2.8      | 1960 | 3.0m                     | -                  |
| 250mm           | 4.5      | 1963 | 4.5m                     | 62mm               |
| 300mm           | 6.9      | 1963 | 6.0m                     | 58mm               |
| 300mm           | 5.6      | 1962 | 3.5m                     | 62mm               |
| 350mm           | 5.6      | 1963 | 5.0m                     | 67mm               |
| 400mm           | 8.0      | 1965 | 10.0m                    | 58mm               |
| 400mm           | 7.5      | 1961 | 9.0m                     | 58mm               |
| 400mm           | 6.9      | 1963 | 9.0m                     | 62mm               |
| 400mm           | 5.6      | 1960 | 8.0m                     | -                  |
| 450mm           | 8.0      | 1963 | 8.0m                     | 67mm               |

### Objectus zoom ambmuntura T[6]
| Distància focal | Obertura | Any  | Distància mínima d'enfoc | Diametre de filtre |
| --------------- | -------- | ---- | ------------------------ | ------------------ |
| 55-90mm         | 4.0      | 1964 | 1.50m                    | 67mm               |
| 80-250mm        | 3.8      | 1967 | 2.0m                     | 72mm               |
| 95-205mm        | 6.3      | 1961 | -                        | -                  |
| 95-205mm        | 5.6      | 1965 | 2.0m                     | 58mm               |
| 95-250mm        | 5.6      | 1965 | 2.5m                     | 62mm               |
| 200-400mm       | 6.3      | 1965 | 3.7m                     | 77mm               |

### Objectius fixos amb munturaAdapt-A-Matic[32]
| Distància focal | Obertura | Any  | Distància mínima d'enfoc | Diametre de filtre |
| --------------- | -------- | ---- | ------------------------ | ------------------ |
| 21mm            | 4.5      | 1970 | 0.25m                    | 82mm               |
| 24mm            | 3.5      | 1971 | 0.25m                    | 72mm               |
| 28mm            | 2.8      | 1969 | 0.22m                    | 58mm               |
| 35mm            | 2.8      | 1969 | 0.30m                    | 55mm               |
| 105mm           | 2.5      | 1972 | 1.0m                     | 52mm               |
| 135mm           | 2.8      | 1972 | 1.50m                    | 58mm               |
| 200mm           | 3.5      | 1971 | 2.0m                     | 62mm               |
| 200mm           | 4.5      | 1972 | 2.50m                    | 52mm               |
| 300mm           | 5.6      | 1972 | 2.50m                    | 62mm               |

### Objectius zoom amb munturaAdapt-A-Matic[32]
| Distància focal | Obertura | Any  | Distància mínima d'enfoc | Diametre de filtre |
| --------------- | -------- | ---- | ------------------------ | ------------------ |
| 70-220mm        | 4.0      | 1969 | 2.0m                     | 67mm               |
| 80-250mm        | 3.8      | 1972 | 2.0m                     | 72mm               |
| 85-205mm        | 3.5      | 1972 | 2.0m                     | 62mm               |
| 200-500mm       | 6.9      | 1969 | 3.0m                     | 82mm               |

### Objectius fixos ambmuntura Adaptall[32]
| Distància focal | Obertura | Any  | Distància mínima d'enfoc | Diametre de filtre |
| --------------- | -------- | ---- | ------------------------ | ------------------ |
| 24mm            | 2.5      | 1976 | 0.25m                    | 55mm               |
| 28mm            | 2.8      | 1976 | 0.25m                    | 52mm               |
| 105mm           | 2.5      | 1976 | 1.30m                    | 52mm               |
| 135mm           | 2.8      | 1976 | 1.50m                    | 55mm               |
| 200mm           | 3.5      | 1976 | 2.50m                    | 62mm               |
| 300mm           | 5.6      | 1976 | 2.50m                    | 58mm               |

### Objectius zoom ambmuntura Adaptall[32]
| Distància focal | Obertura  | Any  | Distància mínima d'enfoc | Diametre de filtre |
| --------------- | --------- | ---- | ------------------------ | ------------------ |
| 35-80mm         | 2.8 - 3.5 | 1978 | 1.30m                    | 62mm               |
| 38-100mm        | 3.5       | 1973 | 1.50m                    | -                  |
| 38-100mm        | 3.5       | 1976 | 1.50m                    | 67mm               |
| 70-150mm        | 3.8       | 1976 | 2.0m                     | 52mm               |
| 70-150mm        | 3.5       | 1976 | 1.50m                    | 52mm               |
| 70-150mm        | 3.5       | 1978 | 1.50m                    | 52mm               |
| 70-220mm        | 3.8       | 1973 | 2.50m                    | -                  |
| 70-350mm        | 4.5       | 1976 | 2.50m                    | 82mm               |
| 80-250mm        | 3.8       | 1973 | 2.0m                     | -                  |
| 80-250mm        | 3.8 - 4.5 | 1976 | 1.50m                    | 62mm               |
| 80-250mm        | 3.8 - 4.5 | 1978 | 1.50m                    | 62mm               |
| 85-210mm        | 4.5       | 1973 | 1.50m                    | 55mm               |
| 85-210mm        | 4.5       | 1976 | 2.0m                     | 55mm               |
| 85-210mm        | 4.5       | 1978 | 2.0m                     | 55mm               |
| 200-500mm       | 6.9       | 1974 | 3.0m                     | 82mm               |
| 200-500mm       | 6.9       | 1976 | 3.0m                     | 82mm               |

### Objectius fixos ambmuntura Adaptall(sèrie 2)[32]
| Distància focal | Obertura | Any  | Distància mínima d'enfoc | Diametre de filtre | SP |
| --------------- | -------- | ---- | ------------------------ | ------------------ | -- |
| 17mm            | 3.5      | 1979 | 0.25m                    | -                  | Sí |
| 24mm            | 2.5      | 1979 | 0.25m                    | 55mm               | No |
| 28mm            | 2.5      | 1979 | 0.25m                    | 49mm               | No |
| 90mm            | 2.5      | 1979 | 0.39m                    | 49mm               | Sí |
| 135mm           | 2.5      | 1979 | 1.20m                    | 58mm               | No |
| 180mm           | 2.5      | 1988 | 1.20m                    | 77mm               | Sí |
| 200mm           | 3.5      | 1979 | 1.70m                    | 58mm               | No |
| 300mm           | 5.6      | 1979 | 1.40m                    | 58mm               | Sí |
| 300mm           | 2.8      | 1983 | 3.0m                     | 43mm               | Sí |
| 300mm           | 2.8      | 1984 | 2.50m                    | 43mm               | Sí |
| 300mm           | 2.8      | 1993 | 2.50m                    | 43mm               | Sí |
| 350mm           | 5.6      | 1981 | 1.10m                    | 82mm               | Sí |
| 400mm           | 4.0      | 1988 | 3.0m                     | 112mm              | Sí |
| 500mm           | 8.0      | 1979 | 1.70m                    | 82mm               | Sí |
| 500mm           | 8.0      | 1983 | 1.70m                    | 82mm               | Sí |

### Objectius zoom ambmuntura Adaptall(sèrie 2)[32]
| Distància focal | Obertura  | Any  | Distància mínima d'enfoc | Diametre de filtre | SP |
| --------------- | --------- | ---- | ------------------------ | ------------------ | -- |
| 24-48mm         | 3.5 - 3.8 | 1980 | 0.60m                    | 77mm               | Sí |
| 28-50mm         | 3.5 - 4.5 | 1980 | 0.25m                    | 58mm               | No |
| 28-70mm         | 3.5 - 4.5 | 1980 | 0.30m                    | 62mm               | No |
| 28-80mm         | 3.5 - 4.2 | 1983 | 0.36m                    | 67mm               | Sí |
| 28-135mm        | 4.0 - 5.6 | 1983 | 0.26m                    | 67mm               | Sí |
| 35-70mm         | 3.5 - 4.5 | 1980 | 0.25m                    | 58mm               | No |
| 35-70mm         | 3.5       | 1982 | 0.25m                    | 58mm               | No |
| 35-80mm         | 2.8 - 3.8 | 1979 | 0.27m                    | 62mm               | Sí |
| 35-135mm        | 3.5 - 4.2 | 1982 | 0.80m                    | 67mm               | No |
| 35-135mm        | 3.5 - 4.5 | 1985 | 0.28m                    | 58mm               | No |
| 35-210mm        | 3.5 - 4.2 | 1983 | 0.30m                    | 67mm               | Sí |
| 60-300mm        | 3.8 - 5.4 | 1983 | 0.30m                    | 62mm               | Sí |
| 70-150mm        | 3.5       | 1979 | 1.50m                    | 52mm               | No |
| 70-150mm        | 3.5       | 1980 | 0.70m                    | 49mm               | No |
| 70-150mm        | 2.8       | 1979 | 0.98m                    | 62mm               | Sí |
| 70-210mm        | 3.8 - 4.0 | 1986 | 0.90m                    | 58mm               | No |
| 70-210mm        | 3.5 - 4.0 | 1979 | 0.75m                    | 58mm               | Sí |
| 70-210mm        | 3.5       | 1984 | 0.85m                    | 62mm               | Sí |
| 70-350mm        | 4.5       | 1979 | 2.50m                    | 82mm               | No |
| 75-250mm        | 3.8 - 4.5 | 1979 | 1.20m                    | 62mm               | No |
| 75-250mm        | 3.8 - 4.5 | 1981 | 1.20m                    | 62mm               | No |
| 80-200mm        | 2.8       | 1985 | 1.50m                    | 77mm               | Sí |
| 80-210mm        | 3.8 - 4.0 | 1979 | 0.90m                    | 58mm               | No |
| 80-210mm        | 3.8 - 4.0 | 1981 | 0.90m                    | 58mm               | No |
| 200-500mm       | 6.9       | 1979 | 3.0m                     | 82mm               | No |
| 200-500mm       | 5.6       | 1984 | 2.5m                     | 95mm               | Sí |

### Extensors Adaptall
Tamron en el moment de tenir en el mercat els objectius amb muntura Adaptall (sèrie 2), tenia tres extensors de distància focal:
- SP 1.4X Tele-Converter (140F): Compatible amb els objectius: Tamron SP 90mm, SP 300mm F/2.8, SP 400mm F/4, SP 200-500 F/5.6, SP 350mm F/5.6 i SP 500mm F/ 8. Aquest extensor també funciona amb totes les lents de zoom Tamron que tenen un grup de lents mestre estacionari (el grup d'elements de lents més enrere).[109]
- SP 2X Tele-Converter (01F): Presentat el 1979. Aquest extensor funciona amb totes les lents de zoom Tamron a partir de 90mm que tenen un grup de lents mestre estacionari (el grup d'elements de lents més enrere).[110]
- SP 2X Tele-Converter (200F): Compatible amb els objectius: Tamron 135 mm F/2.5, SP 300mm F/2.8, SP 300mm F/5.6, SP 400mm F/4, Adaptall i Adaptall-2 70-350mm, SP 200- 500 mm F/5.6, Adaptall 200-500 F/6.9, més les lents SP 350mm F/5.6 i SP 500mm F/8. Aquest, no es pot utilitzar amb la majoria de les altres lents de Tamron, ja que l'element frontal de l'extensor entra en contacte amb l'element més posterior quan s'intenta connectar.[111]

### Objectius fixos percàmeres reflex digital(Di / Di II)
| Distància focal | Obertura | Any  | Distància mínima d'enfoc | IS | Diametre de filtre | Di | Muntures                               |
| --------------- | -------- | ---- | ------------------------ | -- | ------------------ | -- | -------------------------------------- |
| 35mm            | 1.8      | 2015 | 0.20m                    | Sí | 67mm               | I  | Canon EF / Nikon F / Sony A            |
| 35mm            | 1.4      | 2019 | 0.30m                    | No | 72mm               | I  | Canon EF / Nikon F                     |
| 45mm            | 1.8      | 2015 | 0.29m                    | Sí | 67mm               | I  | Canon EF / Nikon F / Sony A            |
| 60mm macro      | 2.0      | 2009 | 0.23m                    | No | 55mm               | II | Canon EF-S / Nikon F / Sony A          |
| 85mm            | 1.8      | 2016 | 0.80m                    | Sí | 67mm               | I  | Canon EF / Nikon F / Sony A            |
| 90mm macro      | 2.8      | -    | 0.29m                    | No | 55mm               | I  | Canon EF / Nikon F / Pentax K / Sony A |
| 90mm macro      | 2.8      | 2012 | 0.30m                    | Sí | 58mm               | I  | Canon EF / Nikon F / Sony A            |
| 90mm macro      | 2.8      | 2016 | 0.30m                    | Sí | 62mm               | I  | Canon EF / Nikon F / Sony A            |
| 180mm           | 3.5      | -    | 0.47m                    | No | 72m                | I  | Canon EF / Nikon F / Sony A            |

### Objectius zoom percàmeres reflex digital(Di / Di II)

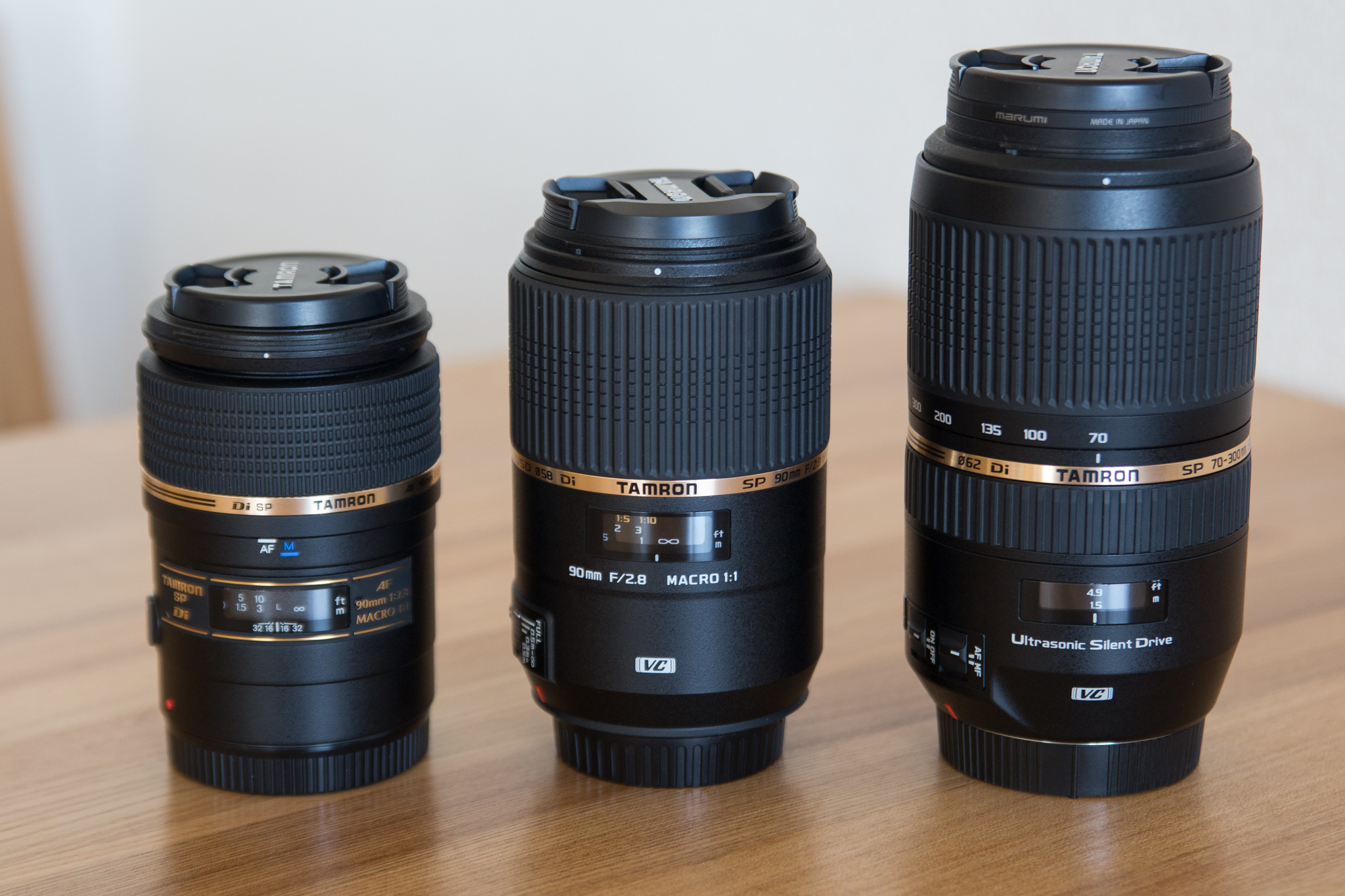
Tamron SP AF 90mm F2.8 Di Macro, Tamron SP 90mm F2.8 Di VC USD Macro i Tamron SP 70-300mm F4-5.6 Di VC USD

| Distància focal | Obertura  | Any  | Distància mínima d'enfoc | IS | Diametre de filtre | Di | Muntures                                 |
| --------------- | --------- | ---- | ------------------------ | -- | ------------------ | -- | ---------------------------------------- |
| 10-24mm         | 3.5 - 4.5 | -    | 0.24m                    | No | 77mm               | II | Canon EF-S / Nikon F / Pentax K / Sony A |
| 10-24mm         | 3.5 - 4.5 | 2017 | 0.24m                    | Sí | 77mm               | II | Canon EF-S / Nikon F                     |
| 11-18mm         | 4.5 - 5.6 | -    | 0.25m                    | No | -                  | II | Canon EF-S / Nikon F                     |
| 15-30mm         | 2.8       | 2014 | 0.28m                    | Sí | -                  | I  | Canon EF / Nikon F                       |
| 16-300mm        | 3.5 - 6.3 | 2014 | 0.39m                    | Sí | 67mm               | II | Canon EF-S / Nikon F / Sony A            |
| 17-35mm         | 2.8 - 4.0 | -    | 0.30m                    | No | 77mm               | I  | Canon EF / Nikon F                       |
| 17-35mm         | 2.8 - 4.0 | 2018 | 0.28m                    | No | 77mm               | I  | Canon EF / Nikon F                       |
| 17-50mm         | 2.8       | -    | 0.29m                    | Sí | 72mm               | II | Canon EF-S / Nikon F                     |
| 17-50mm         | 2.8       | -    | 0.27m                    | No | 67mm               | II | Canon EF-S / Nikon F / Pentax K / Sony A |
| 18-200mm        | 3.5 - 6.3 | -    | 0.45m                    | No | 62mm               | II | Canon EF-S / Nikon F / Pentax K / Sony A |
| 18-200mm        | 3.5 - 6.3 | 2015 | 0.49m                    | Sí | 62mm               | II | Canon EF-S / Nikon F / Sony A            |
| 18-250mm        | 3.5 - 6.3 | 2006 | 0.45m                    | No | 62mm               | II | Canon EF-S / Nikon F / Pentax K / Sony A |
| 18-270mm        | 3.5 - 6.3 | 2008 | 0.49m                    | Sí | 72mm               | II | Canon EF-S / Nikon F                     |
| 18-270mm        | 3.5 - 6.3 | 2010 | 0.49m                    | Sí | 62mm               | II | Canon EF-S / Nikon F / Sony A            |
| 18-400mm        | 3.5 - 6.3 | 2017 | 0.45m                    | Sí | 72mm               | II | Canon EF-S / Nikon F                     |
| 24-70mm         | 2.8       | 2012 | 0.38m                    | Sí | 82mm               | I  | Canon EF / Nikon F / Sony A              |
| 24-70mm         | 2.8       | 2017 | 0.38m                    | Sí | 82mm               | I  | Canon EF / Nikon F                       |
| 28-75mm         | 2.8       | -    | 0.33m                    | No | 67mm               | I  | Canon EF / Nikon F / Pentax K / Sony A   |
| 28-80mm         | 3.5 - 5.6 | -    | 0.70m                    | No | 58mm               | I  | Canon EF / Nikon F / Pentax K / Sony A   |
| 28-200mm        | 3.8 - 5.6 | -    | 0.49m                    | No | 62mm               | I  | Canon EF / Nikon F / Pentax K / Sony A   |
| 28-300mm        | 3.5 - 6.3 | -    | 0.49m                    | Sí | 67mm               | I  | Canon EF / Nikon F                       |
| 28-300mm        | 3.5 - 6.3 | -    | 0.49m                    | Sí | 62mm               | I  | Canon EF / Nikon F / Pentax K / Sony A   |
| 28-300mm        | 3.5 - 6.3 | 2014 | 0.49m                    | No | 67mm               | I  | Canon EF / Nikon F / Sony A              |
| 35-150mm        | 2.8 - 4.0 | 2019 | 0.45m                    | Sí | 77mm               | I  | Canon EF / Nikon F                       |
| 55-200mm        | 4.0 - 5.6 | -    | 0.95m                    | No | 55mm               | II | Canon EF-S / Nikon F / Sony A            |
| 70-200mm        | 2.8       | 2008 | 0.95m                    | No | 77mm               | I  | Canon EF / Nikon F / Pentax K / Sony A   |
| 70-200mm        | 2.8       | 2012 | 1.30m                    | Sí | 77mm               | I  | Canon EF / Nikon F / Sony A              |
| 70-200mm        | 2.8       | 2017 | 0.95m                    | Sí | 77mm               | I  | Canon EF / Nikon F                       |
| 70-300mm        | 4.0 - 5.6 | -    | 0.95m                    | No | 62mm               | I  | Canon EF / Nikon F / Pentax K / Sony A   |
| 70-300mm        | 4.0 - 5.6 | 2010 | 1.50m                    | No | 62mm               | I  | Canon EF / Nikon F / Sony A              |
| 100-400mm       | 4.5 - 6.3 | 2017 | 1.50m                    | Sí | 67mm               | I  | Canon EF / Nikon F                       |
| 150-600mm       | 5.0 - 6.3 | 2013 | 2.70m                    | Sí | 95mm               | I  | Canon EF / Nikon F / Sony A              |
| 150-600mm       | 5.0 - 6.3 | 2016 | 2.70m                    | Sí | 95mm               | I  | Canon EF / Nikon F / Sony A              |
| 200-500mm       | 5.0 - 6.3 | -    | 2.50m                    | No | 86mm               | I  | Canon EF / Nikon F / Sony A              |

### Objectius fixos percàmeres sense mirall(Di III / Di III-A)
| Distància focal | Obertura | Any  | Distància mínima d'enfoc | IS | Diametre de filtre | Di  | Muntures         |
| --------------- | -------- | ---- | ------------------------ | -- | ------------------ | --- | ---------------- |
| 20mm            | 2.8      | 2019 | 0.11m                    | No | 67mm               | III | Sony E           |
| 24mm            | 2.8      | 2019 | 0.12m                    | No | 67mm               | III | Sony E           |
| 35mm            | 2.8      | 2019 | 0.15m                    | No | 67mm               | III | Sony E           |
| 90mm            | 2.8      | 2024 | 0.23m                    | No | 67mm               | III | Sony E / Nikon Z |

### Objectius zoom percàmeres sense mirall(Di III / Di III-A)

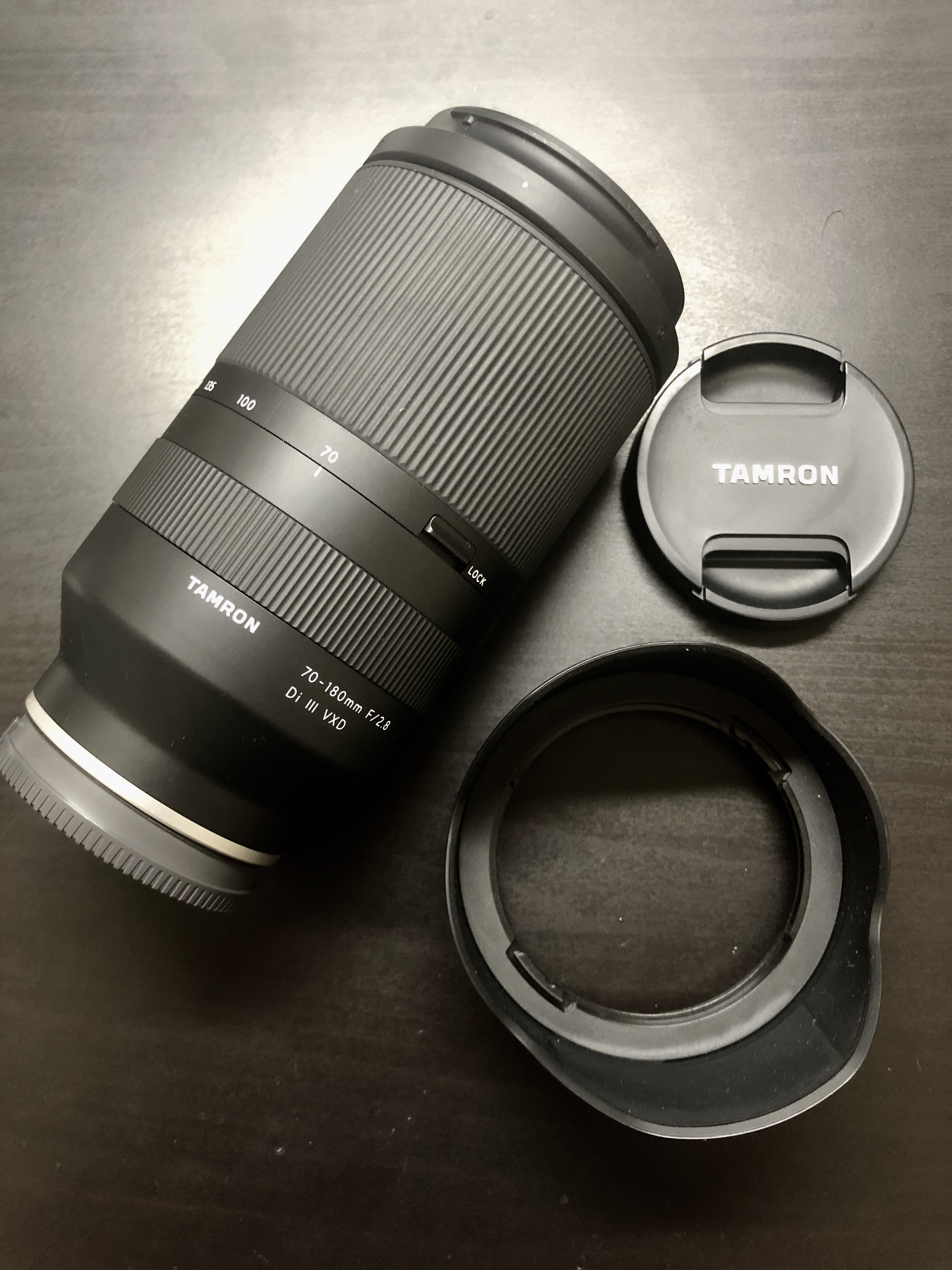
Tamron 70-180mm f/2.8 Di III

| Distància focal | Obertura  | Any  | Distància mínima d'enfoc | IS | Diametre de filtre | Di    | Muntures                                 |
| --------------- | --------- | ---- | ------------------------ | -- | ------------------ | ----- | ---------------------------------------- |
| 11-20mm         | 2.8       | 2021 | 0.15m                    | No | 67mm               | III-A | Sony E / Canon RF-S                      |
| 14-150mm        | 3.5 - 5.8 | 2014 | 0.50m                    | No | 52mm               | III   | Micro Quatre Terços                      |
| 17-28mm         | 2.8       | 2019 | 0.19m                    | No | 67mm               | III   | Sony E                                   |
| 17-50mm         | 4.0       | 2023 | 0.19m                    | No | 67mm               | III   | Sony E                                   |
| 17-70mm         | 2.8       | 2020 | 0.19m                    | Sí | 67mm               | III-A | Fujifilm X / Sony E                      |
| 18-200mm        | 3.5 - 6.3 | 2011 | 0.50m                    | Sí | 62mm               | III   | Canon EF-M / Sony E                      |
| 18-300mm        | 3.5 - 6.3 | 2021 | 0.50m                    | Sí | 67mm               | III-A | Fujifilm X / Sony E / Canon RF / Nikon Z |
| 20-40mm         | 2.8       | 2022 | 0.17m                    | No | 67mm               | III   | Sony E                                   |
| 28-75mm         | 2.8       | 2021 | 0.18m                    | No | 67mm               | III-A | Sony E                                   |
| 28-200mm        | 2.8 - 5.6 | 2020 | 0.19m                    | No | 67mm               | III   | Sony E                                   |
| 28-300mm        | 4.0-7.1   | 2024 | 0.19m                    | Sí | 67mm               | III   | Sony E                                   |
| 35-150mm        | 2.0 - 2.8 | 2021 | 0.33m                    | No | 82mm               | III   | Sony E                                   |
| 50-400mm        | 4.5 - 6.3 | 2022 | 0.25m                    | Sí | 67mm               | III   | Sony E                                   |
| 50-300mm        | 4.5 - 6.3 | 2024 | 0.23m                    | Sí | 67mm               | III   | Sony E                                   |
| 70-180mm        | 2.8       | 2019 | 0.85m                    | No | 67mm               | III   | Sony E                                   |
| 70-180mm        | 2.8       | 2023 | 0.30m                    | Sí | 67mm               | III   | Sony E                                   |
| 70-300mm        | 4.5 - 6.3 | 2020 | 0.80m                    | No | 67mm               | III   | Nikon Z / Sony E                         |
| 150-500mm       | 5.0 - 6.7 | 2021 | 0.60m                    | Sí | 82mm               | III   | Fujifilm X / Sony E                      |

### Extensors AF
Tamron va presentar dos extensors de distància focal, el 1.4x AF i el 2x AF. Aquests, multipliquen la focal de l'objectiu per 1,4 o 2, perdent un pas de llum o dos passos, respectivament. Aquests estan disponibles per muntura Canon EF i Nikon F.
Els extensors es poden utilitzar amb lents AF i MF. L'AF es conservarà sempre que la lent sigui f/4.5 o més ràpida amb el 1.4x, i f/4.0 o més ràpida amb el 2x.
També van presentar els extensors 1.4x SP AF PRO i el 2x SP AF PRO, els quals estan dissenyats per utilitzar-se amb objectius f/2,8 i distàncies focals de 90 mm o més. Aquests, consten d'una construcció òptica redissenyada.
També es van presentar els dos extensors 1.4x TC-X14 i el 2x TC-X20, els quals estan dissenyats específicament per funcionar amb objectius G2, adaptant la qualitat òptica i l'enfocament ràpid.

### Altres productes
- Tap-in console: És un aparell amb una muntura d'objectiu (Canon EF, Nikon F o Sony E) a un dels seus extrems, aquest es connecta a un ordinador, i permet actualitzar el firmware, ajustar l'enfocament i l'estabilitzador d'imatge del objectius de Tamron.[182]

Tamron a part de crear objectiu fotogràfics, també fàbrica: càmeres de videovigilància, càmeres tèrmiques, càmeres d'ús industrial, objectius per a càmeres compactes, càmeres de vídeo i mòbils.
En l'apartat mèdic, Tamron fàbrica lents per a endoscòpia d'infraroig proper i de fluorescència.